# Fainschmitz
Fainschmitz ist eine Wiener Musikgruppe. Laut Eigendefinition spielen sie „Jungle Swing“ mit Einflüssen von Gypsy Swing, Chanson, Jazz, Pop und Punk.

## Geschichte
Die Band wurde 2015 gegründet. 2018 erschien ihr Debüt-Album Fainschmitz Begins. 2019 waren sie beim Festival Rostfest dabei. Sie spielten gemeinsam mit Ash My Love im Wiener Radiokulturhaus. 2021 erschien das Album The Fainschmitz Raises.

## Diskografie
Alben
- 2018: Fainschmitz Begins (Three Saints Records)
- 2019: Jazz on Vinyl Vol. 3 - Modern Energy Jazz (Kompilation)
- 2021: The Fainschmitz Raises (Flusen Records)